# Unione Sportiva Cagliari 1963-1964
Questa voce raccoglie le informazioni riguardanti l'Unione Sportiva Cagliari nelle competizioni ufficiali della stagione 1963-1964.

## Stagione
Nella stagione 1963-1964 il Cagliari disputa il campionato di Serie B, un torneo a venti squadre, che prevede tre promozioni e tre retrocessioni. Con 49 punti in classifica si piazza in seconda posizione ed è promosso in Serie A. Con i sardi sono promossi il Varese che vince il torneo con 51 punti, ed il Foggia con 46 punti. Scendono in Serie C il Prato con 31 punti, l'Udinese con 29 punti ed il Cosenza con 26 punti.
La squadra Sarda ottiene in questa stagione, per la prima volta nella sua storia, la promozione in Serie A. Con Arturo Silvestri sulla panchina per il terzo anno consecutivo, e con l'arrivo di tre attaccanti Renzo Cappellaro dal Lecco, Ricciotti Greatti dalla Reggiana, ma soprattutto Luigi Riva pescato dal Legnano, il Cagliari pare pronto al grande salto, già sfiorato in più occasioni. Con un ruolino di marcia regolare, a parte un leggero calo a febbraio, con lo Stadio Amsicora imbattuto ed un attacco da faville, Ricciotti Greatti 11 reti, Renzo Cappellaro 9 reti, Luigi Riva e Danilo Torriglia 8 centri ciascuno, la squadra sarda dopo quarantaquattro anni di storia sale nella massima serie. Anche in Coppa Italia i rossoblu si fanno rispettare, superano nel primo turno la Lazio, nel secondo il Parma, cedendo il passo alla Fiorentina nel terzo turno.

## Risultati

### Serie B

#### Girone di andata
| Arbitro: | Cadel (Mestre) |

|             |           |                       |
| Taccola 41’ | Marcatori | 9’ Torriglia 21’ Riva |

| Arbitro: | Piantoni (Terni) |

|             |           |  |
| Greatti 45’ | Marcatori |  |

| Arbitro: | Carminati (Milano) |

|              |           |                    |
| Riva 7’, 74’ | Marcatori | 66’, 88’ Gilardoni |

| Alessandria 6 ottobre 1963 4ª giornata | Alessandria        | 0 – 0 | Cagliari | Stadio Giuseppe Moccagatta\| Arbitro: \| Sebastio (Taranto) \| |
| Arbitro:                               | Sebastio (Taranto) |       |          |                                                                |

| Padova 13 ottobre 1963 5ª giornata | Padova         | 0 – 0 | Cagliari | Stadio Silvio Appiani\| Arbitro: \| Rancher (Roma) \| |
| Arbitro:                           | Rancher (Roma) |       |          |                                                       |

| Arbitro: | Righetti (Torino) |

|                            |           |                  |
| Greatti 23’ Cappellaro 70’ | Marcatori | 72’ (rig.) Gotti |

| Cagliari 3 novembre 1963 7ª giornata | Cagliari          | 0 – 0 | Varese | Stadio Amsicora\| Arbitro: \| D'Agostini (Roma) \| |
| Arbitro:                             | D'Agostini (Roma) |       |        |                                                    |

| Arbitro: | Rigato (Mestre) |

|                                          |           |  |
| De Paoli 20’ (rig.) Raffin 29’ Baffi 52’ | Marcatori |  |

| Trieste 17 novembre 1963 9ª giornata | Triestina          | 0 – 0 | Cagliari | Stadio Giuseppe Grezar\| Arbitro: \| Marengo (Cagliari) \| |
| Arbitro:                             | Marengo (Cagliari) |       |          |                                                            |

| Arbitro: | Marchiori (Padova) |

|                |           |  |
| Cappellaro 17’ | Marcatori |  |

| Arbitro: | Pignatta (Torino) |

|                |           |  |
| Cappellaro 43’ | Marcatori |  |

| Arbitro: | Angelini (Firenze) |

|  |           |             |
|  | Marcatori | 63’ Greatti |

| Arbitro: | De Robbio (Torre Annunziata) |

|             |           |  |
| Gareffa 64’ | Marcatori |  |

| Cagliari 22 dicembre 1963 14ª giornata | Cagliari       | 0 – 0 | Verona | Stadio Amsicora\| Arbitro: \| Rancher (Roma) \| |
| Arbitro:                               | Rancher (Roma) |       |        |                                                 |

| Arbitro: | Sebastio (Taranto) |

|                        |           |  |
| Congiu 22’ Greatti 82’ | Marcatori |  |

| Arbitro: | Barolo (Bassano del Grappa) |

|               |           |  |
| Cavallito 49’ | Marcatori |  |

| Arbitro: | Rigato (Mestre) |

|                            |           |  |
| Pasinato 61’ Innocenti 72’ | Marcatori |  |

| Cagliari 19 gennaio 1964 18ª giornata | Cagliari           | 0 – 0 | Udinese | Stadio Amsicora\| Arbitro: \| Marengo (Chiavari) \| |
| Arbitro:                              | Marengo (Chiavari) |       |         |                                                     |

| Arbitro: | Cirone (Palermo) |

|  |           |               |
|  | Marcatori | 46’ Torriglia |

#### Girone di ritorno
| Cagliari 2 febbraio 1964 20ª giornata | Cagliari      | 0 – 0 | Prato | Stadio Amsicora\| Arbitro: \| Firmi (Crema) \| |
| Arbitro:                              | Firmi (Crema) |       |       |                                                |

| Foggia 16 febbraio 1964 21ª giornata | Foggia & Incedit | 0 – 0 | Cagliari | Stadio Pino Zaccheria\| Arbitro: \| Politano (Cuneo) \| |
| Arbitro:                             | Politano (Cuneo) |       |          |                                                         |

| Arbitro: | Carminati (Milano) |

|                           |           |             |
| Gilardoni 59’ Bolzoni 79’ | Marcatori | 56’ Greatti |

| Arbitro: | Cirone (Palermo) |

|                |           |            |
| Cappellaro 24’ | Marcatori | 33’ Oldani |

| Arbitro: | Sebastio (Taranto) |

|            |           |              |
| Congiu 36’ | Marcatori | 38’ Mazzanti |

| Arbitro: | Righetti (Torino) |

|  |           |                                                                                 |
|  | Marcatori | 28’ (aut.) Ferrero 37’ (rig.) Cappellaro 47’ Mazzucchi 66’ Torriglia 89’ Congiu |

| Arbitro: | Bernardis (Trieste) |

|                         |           |                                |
| Pasquina 55’ Spelta 65’ | Marcatori | 50’ (aut.) Soldo 89’ Torriglia |

| Arbitro: | Gambarotta (Genova) |

|                                          |           |            |
| Torriglia 39’ Cappellaro 52’ Greatti 61’ | Marcatori | 77’ Vicini |

| Cagliari 5 aprile 1964 28ª giornata | Cagliari          | 0 – 0 | Triestina | Stadio Amsicora\| Arbitro: \| Varazzani (Parma) \| |
| Arbitro:                            | Varazzani (Parma) |       |           |                                                    |

| Arbitro: | D'Agostini (Roma) |

|              |           |                                |
| Ippolito 81’ | Marcatori | 32’, 69’ Torriglia 34’ Greatti |

| Arbitro: | Ferrari (Milano) |

|                             |           |                                     |
| Gasparini 4’ Ghersetich 20’ | Marcatori | 12’ Mazzucchi 70’ (rig.) Cappellaro |

| Arbitro: | Barolo (Bassano del Grappa) |

|                                          |           |  |
| Adorni 2’ (aut.) Cappellaro 23’ Riva 27’ | Marcatori |  |

| Arbitro: | Bernardis (Trieste) |

|          |           |  |
| Riva 81’ | Marcatori |  |

| Arbitro: | Gambarotta (Genova) |

|  |           |                           |
|  | Marcatori | 54’, 77’ Riva 87’ Greatti |

| Venezia 24 maggio 1964 34ª giornata | Venezia          | 0 – 0 | Cagliari | Stadio Pierluigi Penzo\| Arbitro: \| Politano (Cuneo) \| |
| Arbitro:                            | Politano (Cuneo) |       |          |                                                          |

| Arbitro: | Piantoni (Terni) |

|                  |           |  |
| Greatti 13’, 46’ | Marcatori |  |

| Cagliari 7 giugno 1964 36ª giornata | Cagliari         | 0 – 0 | Lecco | Stadio Amsicora\| Arbitro: \| Sbardella (Roma) \| |
| Arbitro:                            | Sbardella (Roma) |       |       |                                                   |

| Arbitro: | Gambarotta (Genova) |

|               |           |          |
| Selmosson 26’ | Marcatori | 81’ Riva |

| Arbitro: | Di Tonno (Lecce) |

|                                     |           |               |
| Cappellaro 39’ Greatti 55’ Riva 81’ | Marcatori | 76’ Perucconi |

### Coppa Italia
| Arbitro: | Cirone (Palermo) |

|               |           |  |
| Torriglia 26’ | Marcatori |  |

| Arbitro: | Rancher (Roma) |

|             |           |                                |
| Corradi 17’ | Marcatori | 46’ Cappellaro 77’ (aut.) Neri |

| Arbitro: | Angonese (Mestre) |

|  |           |           |
|  | Marcatori | 2’ Hamrin |

## Statistiche

### Statistiche di squadra
| Competizione | Punti | In casa | In casa | In casa | In casa | In casa | In casa | In trasferta | In trasferta | In trasferta | In trasferta | In trasferta | In trasferta | Totale | Totale | Totale | Totale | Totale | Totale | DR  |
| Competizione | Punti | G       | V       | N       | P       | Gf      | Gs      | G            | V            | N            | P            | Gf           | Gs           | G      | V      | N      | P      | Gf     | Gs     | DR  |
| ------------ | ----- | ------- | ------- | ------- | ------- | ------- | ------- | ------------ | ------------ | ------------ | ------------ | ------------ | ------------ | ------ | ------ | ------ | ------ | ------ | ------ | --- |
| Serie B      | 49    | 19      | 10      | 9       | 0       | 23      | 7       | 19           | 6            | 8            | 5            | 21           | 16           | 38     | 16     | 17     | 5      | 44     | 23     | +21 |
| Coppa Italia |       | 2       | 1       | 0       | 1       | 1       | 1       | 1            | 1            | 0            | 0            | 2            | 1            | 3      | 2      | 0      | 1      | 3      | 2      | +1  |
| Totale       |       | 21      | 11      | 9       | 1       | 24      | 8       | 20           | 7            | 8            | 5            | 23           | 17           | 41     | 18     | 17     | 6      | 47     | 25     | +22 |

### Statistiche dei giocatori
| Giocatore       | Serie B  | Serie B | Coppa Italia | Coppa Italia | Totale   | Totale |
| Giocatore       | Presenze | Reti    | Presenze     | Reti         | Presenze | Reti   |
| --------------- | -------- | ------- | ------------ | ------------ | -------- | ------ |
| R. Cappellaro   | 38       | 9       | 3            | 1            | 41       | 10     |
| A. Colombo      | 38       | -23     | 3            | -2           | 41       | -25    |
| A. Congiu       | 15       | 3       | 2            | 0            | 17       | 3      |
| R. Greatti      | 38       | 11      | 3            | 0            | 41       | 11     |
| R. Grottola     | 4        | 0       | 1            | 0            | 5        | 0      |
| M. Longo        | 33       | 0       | 3            | 0            | 36       | 0      |
| O. Lorenzi      | 5        | 0       | 1            | 0            | 6        | 0      |
| M. Martiradonna | 32       | 0       | 3            | 0            | 35       | 0      |
| E. Mazzucchi    | 37       | 2       | 2            | 0            | 39       | 2      |
| G. Riva         | 26       | 8       | 2            | 0            | 28       | 8      |
| F. Rizzo        | 26       | 1       | 3            | 0            | 29       | 1      |
| R. Ronconi      | 12       | 0       | 1            | 0            | 13       | 0      |
| E. Spinosi      | 30       | 0       | 3            | 0            | 33       | 0      |
| M. Tiddia       | 32       | 0       | -            | -            | 32       | 0      |
| D. Torriglia    | 30       | 7       | 2            | 1            | 32       | 8      |
| C. Varsi        | 5        | 0       | 1            | 0            | 6        | 0      |
| R. Vescovi      | 17       | 0       | 2            | 0            | 19       | 0      |